# Der Platz für das Denkmal
Der Platz für das Denkmal (russisch Место для памятника / Mesto dlja pamjatnika) ist eine Science-Fiction-Erzählung des russischen Schriftstellers Daniil Granin, die 1966 im Heft 9 der Moskauer Zeitschrift Изобретатель и рационализатор (Isoprjetatjel i Rationalisator – Erfinder und Rationalisierer) erschien. 1970 brachte Volk und Welt in Berlin die deutsche Übersetzung von Marlene Milack heraus.
In der Sowjetunion herrscht Ordnung. Selbst ein Physiker wie Lidenzow – ein Wissenschaftler, etwa vom Kaliber Mendelejews – bekommt von dem Bürokraten Matwej Jewsejewitsch Ossokin keine Einraumwohnung außer der Reihe zugesprochen.

## Inhalt
1
Anfang der 1950er Jahre bittet der um die 45-jährige Lidenzow bei dem zuständigen Beamten vergeblich um bescheidenen Wohnraum. Ossokin erkennt keinen der vorgebrachten Gründe an – weder das Ekzem, das Leiden am Gang der Zeit noch die Erforschung der Supraleitfähigkeit bei Zimmertemperatur. Überdies scheitert der Bittsteller an den Formalien. Der Befürworter des Wohnungsantrages, ein bekannter Physikprofessor, ist seit längerem verstorben und die Personaldokumente Lidenzows seien mit der Zeit ungültig geworden.
2
Eine Woche nach oben genanntem Bittgang treffen die Kontrahenten zufällig in einem Weinkeller aufeinander. Lidenzow legt Ossokin drei Papiere vor. Auf dem ersten Blatt ist der Briefkopf des Lidenzow-Instituts für Supraleitfähigkeit zu bewundern. Das zweite ist ein Ausschnitt aus einem Jubiläumsartikel, in dem das Wirken des hervorragenden Gelehrten gewürdigt wird und der mit einem Foto des Jubilars versehen ist. Der Artikelschreiber berichtet über die Enthüllung des Lidenzow-Denkmals – eine Lösung ohne Sockel. Die Gestalt des Gelehrten schwebt in der Luft. Die künstlerische Lösung verkörpert die Idee von Lidenzows Erfindung. Drittens legt Lidenzow eine Briefmarke, anlässlich seines 100. Geburtstages erschienen, vor.
So leicht lässt sich Ossokin nicht ins Bockshorn jagen. Die Frage ist nur: Wie kommt der Bürokrat ohne Skandal aus der gefährlichen Geschichte heraus?
3,4
Vierzig Jahre später kramt der „Genosse Rentner“ Ossokin in einer schlaflosen Nacht erfolgreich nach einem alten Foto. Auf dem Papier ist das Lidenzow-Denkmal „unter einer Art Muschel“ mit einer Nische dahinter abgelichtet. Tags darauf nimmt der Greis die Örtlichkeit in Augenschein: Dort auf dem „Platz des Meeres“ wird das Haus direkt hinter dem Denkmal niedergerissen. Ein Neubau wurde entworfen. Ossokin schaut sich die Zeichnungen an und setzt das Einfügen jener Nische in die modern-glatte Hausfront durch.
5
Ossokin begibt sich ins Physikalische Institut. Keiner der Physiker kann mit dem Namen Lidenzow etwas anfangen. Der weiter insistierende Rentner gestattet den Physikern eine elektronische Wäsche seines Hirns. Die Wissenschaftler sind neugierig geworden. Die Entwicklung eines supraleitfähigen Stoffes bei Zimmertemperatur ist ihnen nämlich trotz ernsthaftesten Bemühens bis dato nicht geglückt. Nach der Gehirnwäsche Ossokins begreifen die tieftemperaturforschenden Physiker auf einmal Lidenzows Lebensleistung und möchten die Sackgasse, in die sie sich alle verrannt haben, schnurstracks verlassen, weil sie Lidenzows Spur folgen wollen. Dabei ist das oben aufgeführte Lidenzowsche „Leiden am Gang der Zeit“ für die hellauf begeisterten theoretischen Physiker kein großartiges Hemmnis. Vielleicht wurde bei Lidenzows Forschungen die Zeitachse invertiert beziehungsweise bloß verschoben.
Bei allem verstehen die Physiker nicht, warum Ossokin seinerzeit dem Lidenzow keine Wohnung gegeben hatte. Der Direktor des Physikalischen Instituts dankt dem Pensionär trotzdem für seine Hilfestellung. Der Blick auf eine neue, vielversprechende Forschungsrichtung wurde eröffnet. Ossokin weist die Lobeshymne zurück und brüskiert die Physiker: Der alte Mann zerreißt und verbrennt das „Beweisfoto“ mit dem Lidenzow-Denkmal.
Die Baugerüste fallen. In der modern-glatten Fassade des neuen Hauses erregt jene von Ossokin durchgesetzte Nische Widerspruch. Schließlich wird darin ein Kaffeeautomat installiert. Stühle und Tischchen direkt davor für die Kaffeetrinker in der Grünanlage komplettieren die Notlösung.

## Deutschsprachige Ausgaben

### Erstausgabe
- Daniil Granin: Der Platz für das Denkmal. S. 87–146 In: Unser Bataillonskommandeur. Der Platz für das Denkmal. Zwei Novellen. Volk und Welt. Reihe Spektrum 27. Berlin 1970, 146 Seiten (verwendete Ausgabe)

### Ausgaben
- Daniil Granin: Der Platz für das Denkmal. Novellen und Erzählungen. Röderberg-Verlag. Frankfurt am Main 1975
- Lola Debüser (Hrsg.), Ralf Schröder (Hrsg.): Träume und Zwischenräume. Sowjetische phantastische Novellen (Ilja Ehrenburg: Die Bauernpfeife. Michail Bulgakow: Die verhängnisvollen Eier. Andrej Platonow: Dshan. Daniil Granin: Der Platz für das Denkmal. Wassili Schukschin: Der Standpunkt). Verlag Volk und Welt, Berlin 1980. 286 Seiten

## Anmerkung
1. ↑  
Daniil Granin vermengt nach Science-Fiction-Autorenart Phantasie und Wirklichkeit. Jenes in der Erzählung beschriebene Schweben findet sich zum Beispiel in dem Artikel Supraleiter illustriert auf der Abbildung mit der Unterschrift  „Ein Magnet schwebt über einem mit flüssigem Stickstoff gekühlten Hochtemperatursupraleiter (ca. −197 °C)“. Freilich ist Lidenzows Zimmertemperatur von der „Hochtemperatur“ −197 °C noch ziemlich weit entfernt.